# Базаљијапента (Удине)
Базаљијапента је насеље у Италији у округу Удине, региону Фурланија-Јулијска крајина.
Према процени из 2011. у насељу је живело 453 становника. Насеље се налази на надморској висини од 61 м.